# Championnat de France Nationale 1 de tennis de table 2002-2003
Navigation
Nationale 1 2001-2002 Pro B 2003-2004

## Championnat Masculin

### Première Phase
| \| CAM Bordeaux Mûrs-Erigné St-Denis L'Haÿ-les-Roses St-Maur Hennebont Dijon ASPC Nîmes \| Localisation des clubs engagés dans le championnat. · Nationale 1 Masculine 1re Phase 2002-2003. |
| CAM Bordeaux Mûrs-Erigné St-Denis L'Haÿ-les-Roses St-Maur Hennebont Dijon ASPC Nîmes |

#### Poule B
| Cl | Équipes                | Pts | J | V | N | D |
| -- | ---------------------- | --- | - | - | - | - |
| 1  | GV Hennebont TT        | 21  | 7 | 7 | 0 | 0 |
| 2  | SS La Romagne          | 19  | 7 | 6 | 0 | 1 |
| 3  | 4S Tours               | 16  | 7 | 4 | 1 | 2 |
| 4  | Beauchamp CTT          | 15  | 7 | 4 | 0 | 3 |
| 5  | AS Pontoise-Cergy TT   | 14  | 7 | 3 | 1 | 3 |
| 6  | Argentan Bayard        | 11  | 7 | 2 | 0 | 5 |
| 7  | ACS Fontenay-sous-Bois | 9   | 7 | 1 | 0 | 6 |
| 8  | SPO Rouen              | 7   | 7 | 0 | 0 | 7 |

### Deuxième Phase

#### Poule C
| Cl | Équipes              | Pts | J | V | N | D |
| -- | -------------------- | --- | - | - | - | - |
| 1  | GV Hennebont TT      | 21  | 7 | 7 | 0 | 0 |
| 2  | AS Pontoise-Cergy TT | 19  | 7 | 6 | 0 | 1 |
| 3  | CAM Bordeaux         | 16  | 7 | 4 | 1 | 2 |
| 4  | Amiens STT           | 16  | 7 | 4 | 1 | 2 |
| 5  | Béthune              | 11  | 7 | 2 | 0 | 5 |
| 6  | Saint-Egrève         | 11  | 7 | 2 | 0 | 5 |
| 7  | Levallois SC TT 2    | 11  | 7 | 2 | 0 | 5 |
| 8  | L'Hay-les-Roses      | 7   | 7 | 0 | 0 | 7 |

### Phase finale
La phase finale se déroule à Thorigné-Fouillard et regroupe six équipes: Metz, Beauchamp, Hennebont, Argentan, La Romagne et Cergy-Pontoise. Deux équipes accèdent à la Pro A et les quatre autres à la première édition de la Pro B. 

#### Plays-offs pour le titre de Champion de France de N1
- Quarts de finale: Hennebont est exempt.
- Demis-finale: Argentant 11-7 Hennebont
- Finale: Argentant bat Beauchamp

Le Bayard d'Argentan est sacré champion de France de Nationale 1.

### Plays-offs pour la deuxième montée
Metz, Cergy-Pontoise et La Romagne refuse de jouer pour la seconde accession après leur élimination du tableau final.
- Finale: Hennebont 11-9 Beauchamp

Hennebont décroche la deuxième ascension en Pro A.

## Championnat Féminin

### Première Phase
| \| Beauchamp Fontenay AKJ Vannes Évreux 4S Tours Ent. Obergailbach/Forbach Ent. Prades-le-Lez/Saint-Gély-du-Fesc Châlons-en-Champagne ASPTT Lille Métropole Élancourt SA Souché Niort Mulhouse TT Montpellier 2 Olivet TTCNA Nantes PLR Brest \| Localisation des clubs engagés dans le championnat. · Nationale 1 Féminine 1re Phase · 2001-2002 |
| Beauchamp Fontenay AKJ Vannes Évreux 4S Tours Ent. Obergailbach/Forbach Ent. Prades-le-Lez/Saint-Gély-du-Fesc Châlons-en-Champagne ASPTT Lille Métropole Élancourt SA Souché Niort Mulhouse TT Montpellier 2 Olivet TTCNA Nantes PLR Brest |

#### Poule B
| Cl | Équipes                            | Pts | J | V | N | D |
| -- | ---------------------------------- | --- | - | - | - | - |
| 1  | Roche Vendée Tennis de table       | 21  | 7 | 7 | 0 | 0 |
| 2  | Marmande                           | 17  | 7 | 5 | 0 | 2 |
| 3  | TT Saint-Quentin                   | 15  | 7 | 4 | 0 | 3 |
| 4  | AJK Vannes                         | 14  | 7 | 3 | 1 | 3 |
| 5  | SA Souché Niort                    | 14  | 7 | 3 | 1 | 3 |
| 6  | EM Saint Berthevin/Saint Loup TT 2 | 11  | 7 | 1 | 2 | 4 |
| 7  | Ent. St-Hilaire/Parigny            | 11  | 7 | 1 | 2 | 4 |
| 8  | Poitiers TTACC 83                  | 9   | 7 | 1 | 0 | 6 |

#### Poule C
| Cl | Équipes               | Pts | J | V | N | D |
| -- | --------------------- | --- | - | - | - | - |
| 1  | ASPTT Lille Métropole | 21  | 7 | 7 | 0 | 0 |
| 2  | Évreux EC             | 18  | 7 | 5 | 1 | 1 |
| 3  | SMEC Metz             | 18  | 7 | 5 | 1 | 1 |
| 4  | US Marly-le-Roi       | 15  | 7 | 4 | 0 | 3 |
| 5  | Thorigné-Fouillard    | 13  | 7 | 3 | 0 | 4 |
| 6  | Chelles               | 11  | 7 | 2 | 0 | 5 |
| 7  | Dunkerque             | 9   | 7 | 1 | 0 | 6 |
| 8  | Forbach               | 7   | 7 | 0 | 0 | 7 |

### Deuxième Phase
| \| Beauchamp Saint-Quentin Marly-le-Roi Élancourt AKJ Vannes ASPTT Lille Métropole Marmande Montfort-sur-Meu Évreux SA Souché Niort Clichy-sur-Seine AS Voltaire Chelles Mulhouse TT Metz TT Thorigné-Fouillard \| Localisation des clubs engagés dans le championnat. · Nationale 1 Féminine 2e Phase · 2001-2002 |
| Beauchamp Saint-Quentin Marly-le-Roi Élancourt AKJ Vannes ASPTT Lille Métropole Marmande Montfort-sur-Meu Évreux SA Souché Niort Clichy-sur-Seine AS Voltaire Chelles Mulhouse TT Metz TT Thorigné-Fouillard |

#### Poule B
| Cl | Équipes                      | Pts | J | V | N | D |
| -- | ---------------------------- | --- | - | - | - | - |
| 1  | Roche Vendée Tennis de table | 21  | 7 | 7 | 0 | 0 |
| 2  | Évreux EC                    | 19  | 7 | 6 | 0 | 1 |
| 3  | Mulhouse TT                  | 15  | 7 | 4 | 0 | 3 |
| 4  | Montpellier TT 2             | 14  | 6 | 4 | 0 | 2 |
| 5  | Thorigné-Fouillard           | 12  | 7 | 2 | 1 | 4 |
| 6  | TT Joué-lès-Tours            | 10  | 7 | 1 | 1 | 5 |
| 7  | Marmande                     | 9   | 6 | 1 | 1 | 4 |
| 8  | Longchaumois                 | 8   | 7 | 0 | 1 | 6 |

#### Poule C
| Cl | Équipes                 | Pts | J | V | N | D |
| -- | ----------------------- | --- | - | - | - | - |
| 1  | ASPTT Lille Métropole   | 21  | 7 | 7 | 0 | 0 |
| 2  | Sainte-Geneviève Sports | 18  | 7 | 5 | 1 | 1 |
| 3  | AJK Vannes              | 16  | 7 | 4 | 1 | 2 |
| 4  | VGA Saint-Maur          | 15  | 7 | 4 | 0 | 3 |
| 5  | Montpellier TT 3        | 15  | 7 | 3 | 2 | 2 |
| 6  | TT Saint-Quentin        | 11  | 7 | 2 | 0 | 5 |
| 7  | ASPTT Romans            | 9   | 7 | 1 | 0 | 6 |
| 8  | CP Lys-lez-Lannoy LM 2  | 7   | 7 | 0 | 0 | 7 |